# Marktstraße 17 (Plau am See)

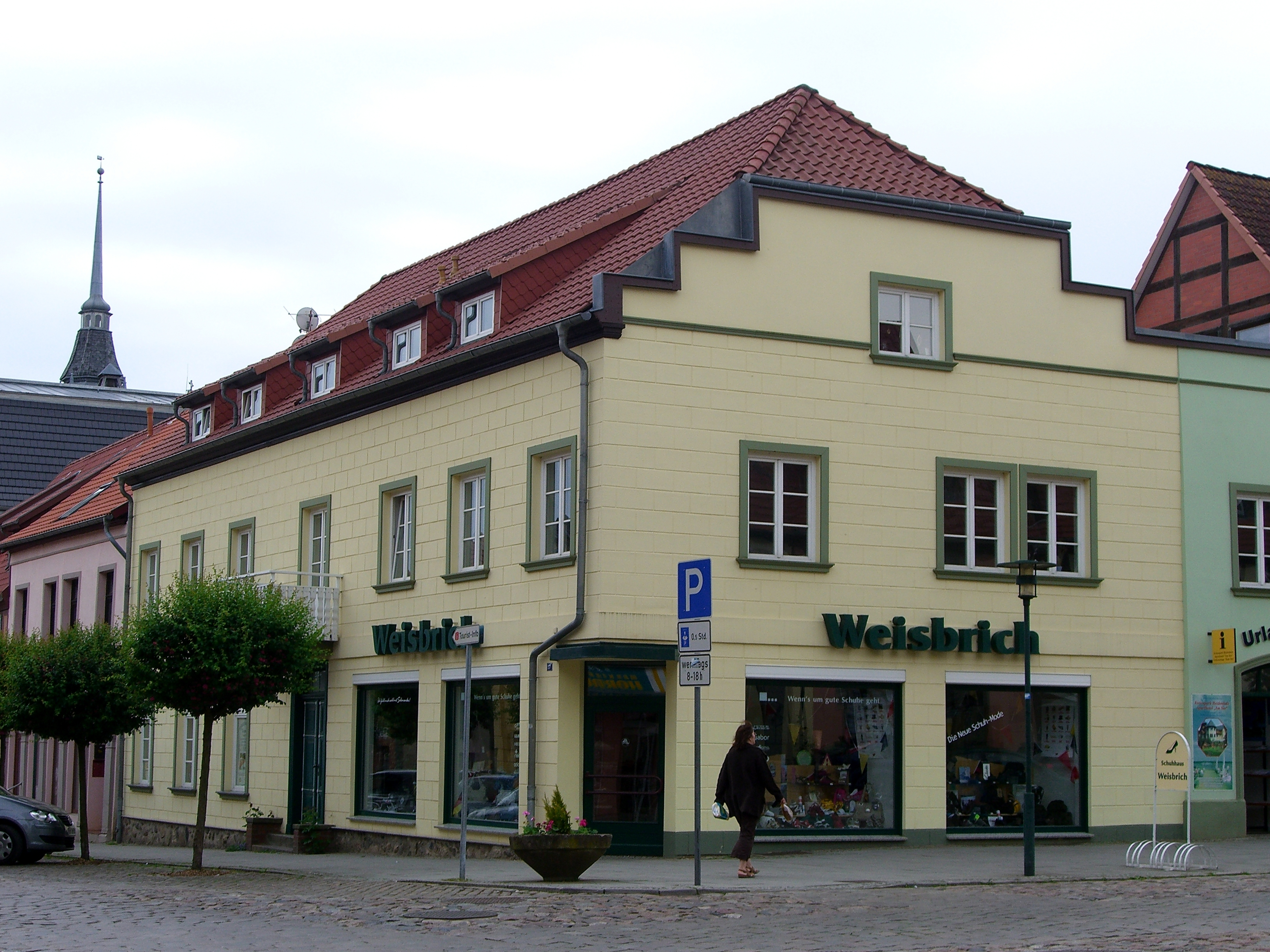

Das Wohn- und Geschäftshaus Marktstraße 17 in Plau am See (Mecklenburg-Vorpommern) an der Ecke Steinstraße wurde nach 1756 als Fachwerkbau auf ursprünglich zwei Hausstellen errichtet und um 1880 mit massiven Fassaden umgebaut. Von 1861 bis 1925 führte die jüdische Familie Elkan hier einen Manufakturwarenhandel. 1927 eröffnete hier Kürschnermeister Willi Korf sein Geschäft (bis 1967). 1929 erfolgte der Einbau der großen Schaufenster und Verlegung des Hauseingangs an die Gebäudeecke. 1967 bis 1993 befand sich im Gebäude ein KONSUM-Geschäft für Schreibwaren. Seitdem besteht hier ein Schuhhaus. Im Obergeschoss befinden sich Wohnungen.
Das Gebäude steht unter Denkmalschutz.

## Geschichte
Plau am See ist im 13. Jahrhundert entstanden und wurde 1235 erstmals als Stadt erwähnt.
Das zweigeschossige verputzte Eckgebäude mit dem angedeuteten Treppengiebel zur Steinstraße mit langem geraden Abschluss und einem Krüppelwalmdach wurde um 1900 gebaut.
In dem im Rahmen der Städtebauförderung sanierten Haus befinden sich ein Laden und Wohnungen.